# Bubaridae
Bubaridae is een familie van sponsdieren uit de klasse van de Demospongiae (gewone sponzen). 

## Geslachten
- Bubaris Gray, 1867
- Cerbaris Topsent, 1898
- Monocrepidium Topsent, 1898
- Rhabdobaris Pulitzer-Finali, 1983